# Assedio di Metz

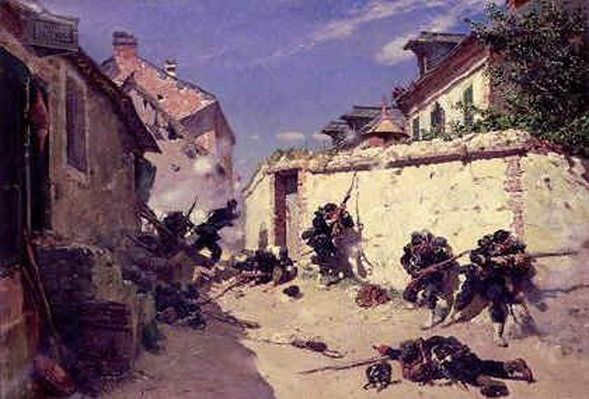
Difesa di Metz da parte dei francesi, quadro di Alphonse de Neuville.

L'assedio di Metz ebbe luogo fra il 3 settembre ed il 23 ottobre 1870, durante la prima fase della guerra franco-prussiana e si concluse con la resa completa delle ingenti forze francesi al comando del maresciallo di Francia François Achille Bazaine, che erano state accerchiate nell'area fortificata della città dopo una serie di aspre battaglie contro le forze germaniche del generale von Moltke.
Completamente circondato dalle truppe della seconda armata prussiana al comando del Principe Federico Carlo di Prussia, il maresciallo Bazaine, incerto e poco combattivo, finì per cedere le armi consegnando tutto il suo esercito (costituito dalle migliori truppe francesi), assieme all'intero armamento.

## Antefatti
Nell'agosto del 1870 l'esercito francese era diviso in due corpi principali: l'armata del maresciallo di Francia Patrice de Mac-Mahon, concentrata a Châlons-en-Champagne (presso la quale si era trasferito lo stesso Napoleone III) e l'armata del Reno, guidata da un secondo maresciallo di Francia, François Achille Bazaine.
Dopo aver impedito l'accerchiamento il 16 agosto (battaglia di Mars-la-Tour), il Bazaine rifiutò di impegnare l'interezza delle proprie truppe nella successiva azione prussiana il 18 agosto (battaglia di Gravelotte), venendo così spinto, pur disponendo ancora di forze ingenti, in una posizione strettamente difensiva nella piazzaforte di Metz. Con l'armata del Reno condannata a subire una battaglia di assedio, i prussiani potevano ora permettersi di indirizzare forze ingenti verso l'armata del Mac-Mahon.

## L'inizio dell'assedio

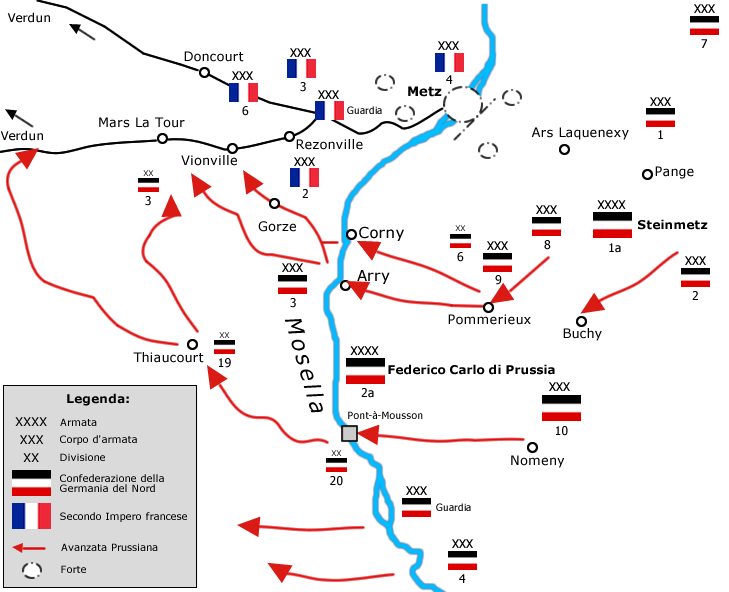
Situazione di Metz tra il 14 e il 15 agosto: si noti il progressivo accerchiamento delle forze francesi e lo sbarramento della strada per Verdun, che impedì l'arretramento su Châlons-en-Champagne

Il fatto che oltre metà dell'esercito francese (155000 uomini) fosse assediato in Metz, costrinse i vertici militari di Parigi a progettare il ricongiungimento dell'altra metà, quella comandata dal Mac-Mahon e forte di circa 130000 uomini, con quella del Bazaine. Lasciata la propria posizione il 21 agosto, Mac-Mahon venne però battuto il 30 agosto alla battaglia di Beaumont e con i passaggi sulla Mosa preclusi a qualsiasi tentativo di attraversamento, venne a sua volta stretto dai germanici in Sedan, da dove venne impegnato nella disastrosa battaglia di Sedan (dal 31 agosto al 1º settembre) da due armate germaniche forti di 2400000 uomini e 700 cannoni. L'armata di Mac-Mahon, costretta alla resa il 2 settembre, andò quasi completamente distrutta o fatta prigioniera. Napoleone III, consegnatosi a Guglielmo I, venne portato in una breve cattività a Wilhelmshoehe, nei pressi di Kassel, da dove proseguirà per il suo esilio inglese, per morirvi il 9 gennaio 1873.
Il ripiegamento di Bazaine su Metz consentì ai prussiani di completare l'accerchiamento della fortezza il 20 agosto. L'assedio ebbe inizio ufficialmente dal 3 settembre. Le operazioni dell'assedio furono comandate dal principe Federico Carlo di Prussia, a capo della II armata prussiana. Nella città erano presenti circa 70000 civili e il ripiegamento sulla città era avvenuto senza un'adeguata organizzazione delle scorte di cibo. Dal 4 settembre i francesi iniziarono già a cibarsi dei propri cavalli. Il 14 ottobre il razionamento del pane per i civili era stato approntato. Alcuni degli attacchi che furono diretti alle linee prussiane ebbero l'obbiettivo di entrare in possesso delle scorte di grano. L'assedio si trasformò ben presto in una lotta per la sopravvivenza. Mentre i civili, "inutili bocche", cercavano di scappare e i prussiani li ricacciavano indietro, molti reparti francesi tentarono di disertare o si arresero. I prodotti di cattiva alimentazione, scarsa igiene e sovraffollamento furono il diffondersi di bronchite, dissenteria e colera in un primo momento, poi di tifo e successivamente di vaiolo. Anche le truppe assedianti contrassero i morbi che si diffondevano dalla città.
Dopo un primo progetto di sortita per il 26 agosto presto abbandonato, il 31 agosto e il 1º settembre Bazaine sferrò, contemporaneamente alla disastrosa battaglia di Sedan, un attacco in forze per rompere l'accerchiamento prussiano nel settore nord-est della fortezza (battaglia di Noisseville). Di fronte alla valida resistenza del I corpo prussiano (generale von Manteuffel), l'incerto maresciallo, nonostante alcuni notevoli successi iniziali, preferì sospendere il tentativo e ripiegare sulle posizioni di partenza. Dopo un nuovo assalto alle posizioni francesi il 7 ottobre (seguito ad un altro del 2 ottobre) nei pressi di Bellevue (battaglia di Bellevue), Bazaine abbandonò definitivamente l'intenzione di attuare sforzi volti a imprimere un nuovo corso all'assedio, seppellendosi definitivamente nella roccaforte insieme al suo esercito.

## Le "trattative segrete" del Bazaine

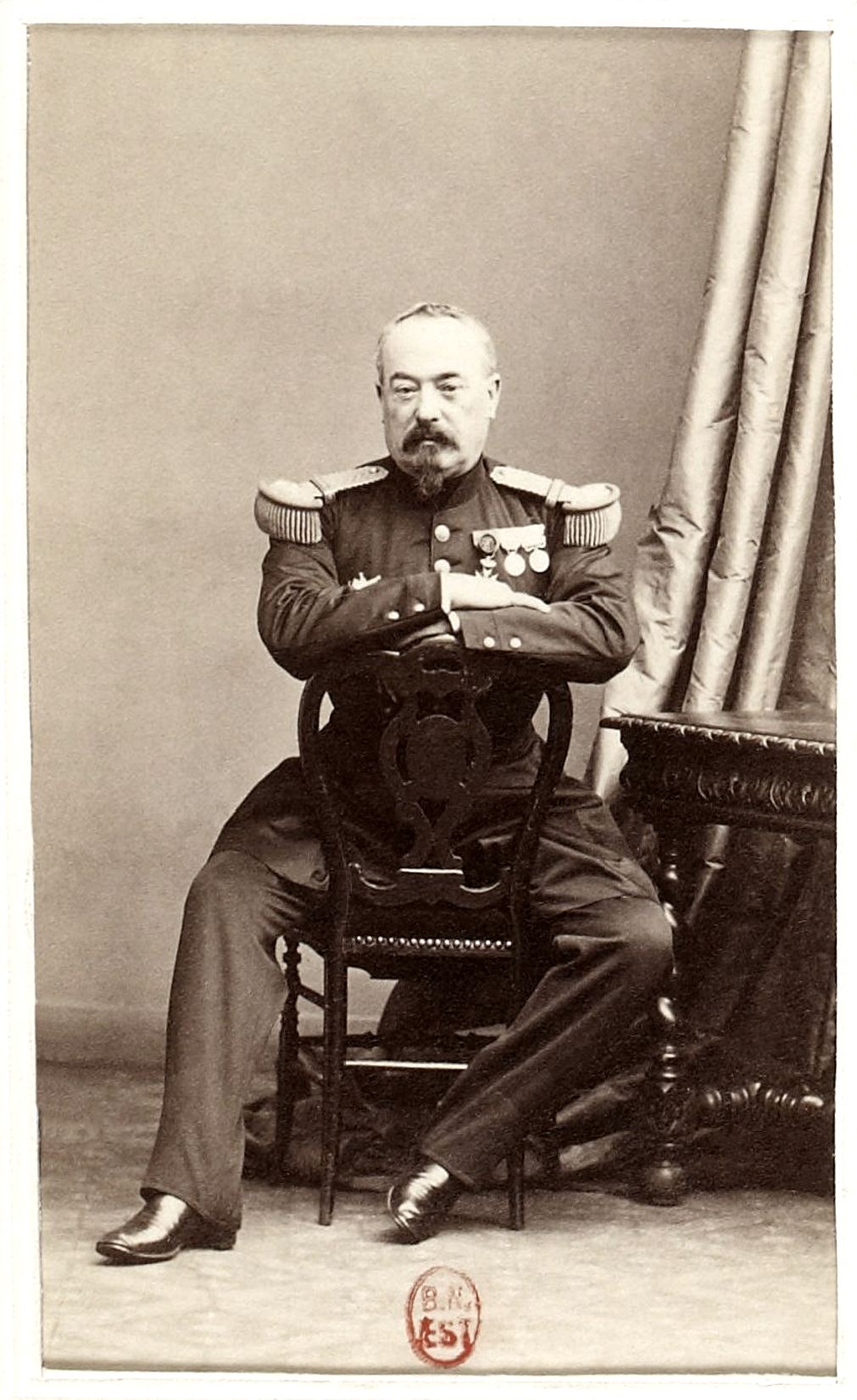
Il Maresciallo di Francia François Achille Bazaine

Dalla caduta di Sedan, Bazaine si trovò a capo dell'unica forza armata francese effettivamente organizzata, e immaginò per sé stesso un ruolo diverso, politico piuttosto che militare, certamente da avversario anziché da sostenitore della neonata Repubblica Francese, nata dalle ceneri del secondo impero cessato con l'abdicazione di Napoleone III il 2-3 settembre. In questo quadro, è certo che egli abbia proposto ai prussiani di impiegare l'armata assediata in Metz per "salvare la Francia da sé stessa" oppure per poter giungere a "restaurare l'ordine" distrutto dalla detronizzazione dei Bonaparte.
I prussiani, tuttavia, sapevano della debolezza della posizione politica del maresciallo, temevano la mobilitazione in corso nel resto del Paese, che minacciava di costituire una nuova armata forse capace di riequilibrare, almeno un poco, le sorti del conflitto e miravano, ormai, ad un obiettivo ambizioso: non più solo il consenso francese alla riunificazione tedesca, ma anche un consistente arrotondamento territoriale.
La prosecuzione dell'assedio di Metz, tuttavia, offriva ai francesi l'indubbio vantaggio di tenere impegnata la II armata prussiana, mentre il resto dell'esercito invasore era concentrato nell'assedio di Parigi: il fronte meridionale dello schieramento tedesco era relativamente debole, la Repubblica poteva riorganizzare una nuova armata senza eccessiva pressione, la via da sud verso Parigi appariva aperta. L'inadeguatezza dei piani e l'inefficienza delle azioni offensive francesi non sortirono, tuttavia, l'effetto né di riuscire a liberare le truppe dall'imbottigliamento di Metz, né di consentire lo sblocco, o anche l'alleggerimento, del fronte che strigeva Parigi in una morsa letale.

## L'inopinata resa di Metz
Il Bazaine era certamente informato di questa situazione e forte, ancora, di un'armata imponente. Eppure si arrese, inopinatamente, il 23 ottobre 1870, consegnando praticamente l'intero est della Francia ai prussiani. Gli effetti della resa apparirono subito dirompenti: Federico Carlo di Prussia e la sua II armata furono liberi di affrettarsi verso la valle della Loira, con lo scopo di agganciare l'ultima armata francese, la qual cosa, in effetti, accadde nei dintorni di Orléans pochi giorni dopo. Nell'opinione degli storici militari francesi, se l'armata del Reno avesse resistito una o due settimane in più, l'Armata della Loira avrebbe potuto battere le deboli forze schierate dai prussiani a sud di Parigi e liberare la capitale dal suo assedio.
La caduta di Metz causò uno shock terribile in tutta la Francia. Quasi subito il Bazaine venne accusato di tradimento, in un proclama emesso dal ministro Léon Gambetta. Per tradimento egli venne, comunque, condannato, al suo ritorno dalla prigionia nel 1873. A posteriori, gli storici francesi tendono oggi a sostenere che la resa si spieghi con un rifiuto a sostenere l'azione di un governo che corrispondeva assai poco con le sue idee politiche. Bazaine, insomma, avrebbe immaginato di non tradire la Francia, tradendo la Repubblica.